# Nassau Senior
Nassau William Senior (Compton, 26 settembre 1790 – Londra, 4 giugno 1864) è stato un economista inglese, vicino a posizioni liberali.

## Biografia
Senior nacque a Compton, nella contea di Berkshire, come primogenito di J. R. Senior, reverendo di Durnford, Wiltshire. Studiò all'Eton College e all'Università di Oxford, dove fu allievo di Richard Whately, arcivescovo di Dublino. Senior ottenne il suo Bachelor nel 1811.